# اروستار
اروستار (انگلیسی: Aerostar) شرکت هوافضای رومانیایی است، که در سال ۱۹۵۳ تأسیس شد.